# Mòmia de San Andrés
L'anomenada  Mòmia de San Andrés  és una mòmia humana pertanyent a la cultura guanxe (antics pobladors de les Illes Canàries, Espanya).
És una de les mòmies guanxes millor conservades, es tracta d'un home d'uns 25 a 30 anys cobert parcialment amb pell de cabra amb 6 tires que l'envolten. La mòmia va ser trobada en una cova d'un barranc als afores de la localitat de Sant Andreu (Santa Cruz de Tenerife, Espanya). La zona de l'illa de Tenerife on va ser trobada aquesta mòmia, el Massís d'Anaga, és un lloc ric en troballes arqueològics.
Actualment aquesta mòmia es conserva al Museu de la Naturalesa i l'Home de Santa Cruz de Tenerife.

## Dades sobre la mòmia
- Sexe:  home.

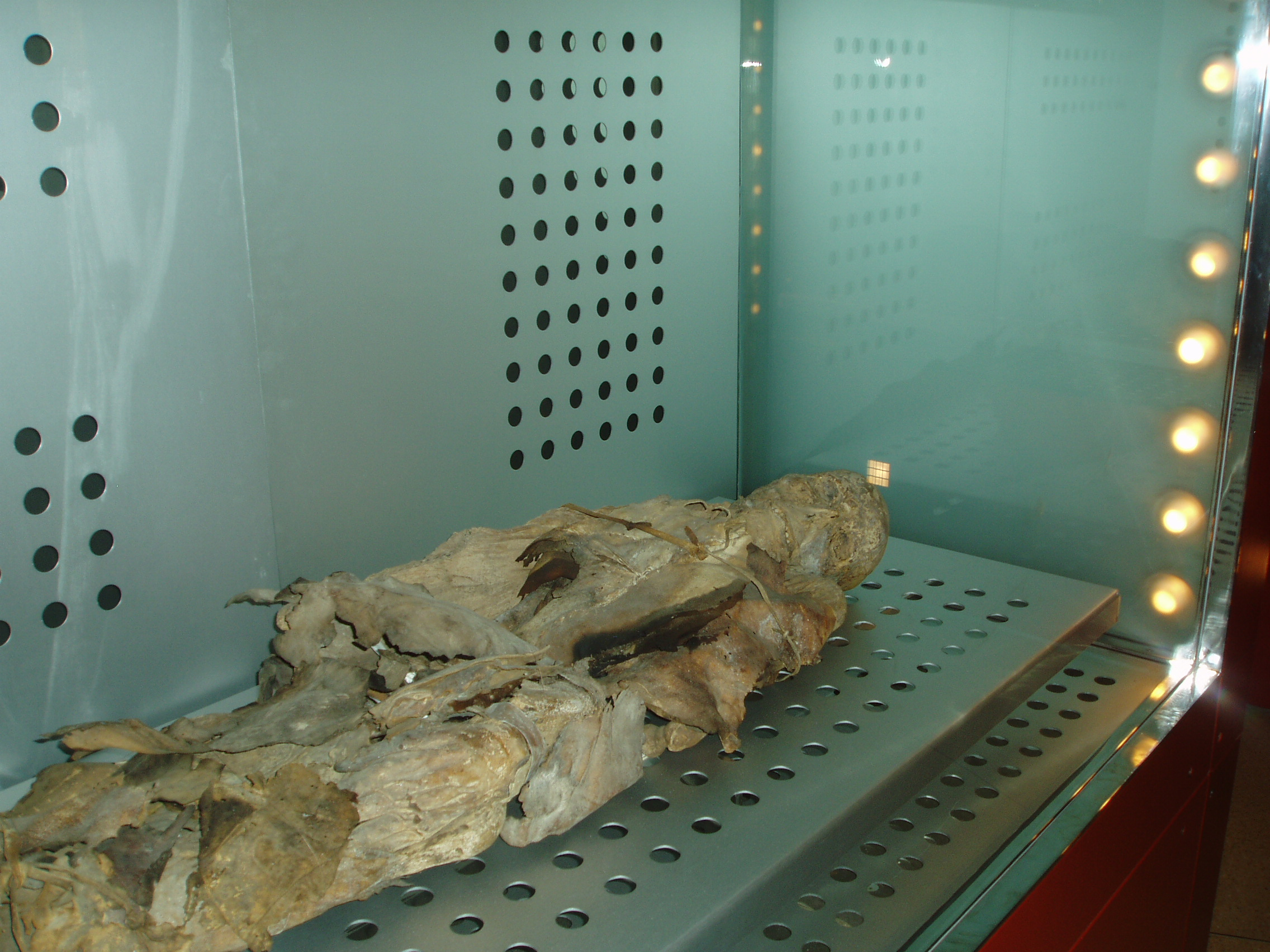
La coneguda com a "Mòmia de San Andrés" al Museu de la Naturalesa i l'Home de Santa Cruz de Tenerife.

- Edat:  de 25 a 30 anys aproximadament.
- Cultura:  guanxe.
- Tipus de momificació:  mòmia cerimònia l.
- Tipus d'enterrament:  cova d'enterrament.
- Lloc:  Anaga (Santa Cruz de Tenerife).
- Exhibida a:  El Museu de la Naturalesa i l'Home (Santa Cruz de Tenerife), juntament amb altres mòmies guanxes conservades.
- Altres dades d'interès:  Trobada sobre una planxa de fusta (actualment aquesta planxa no s'exhibeix al públic).